# 春木だんじり祭

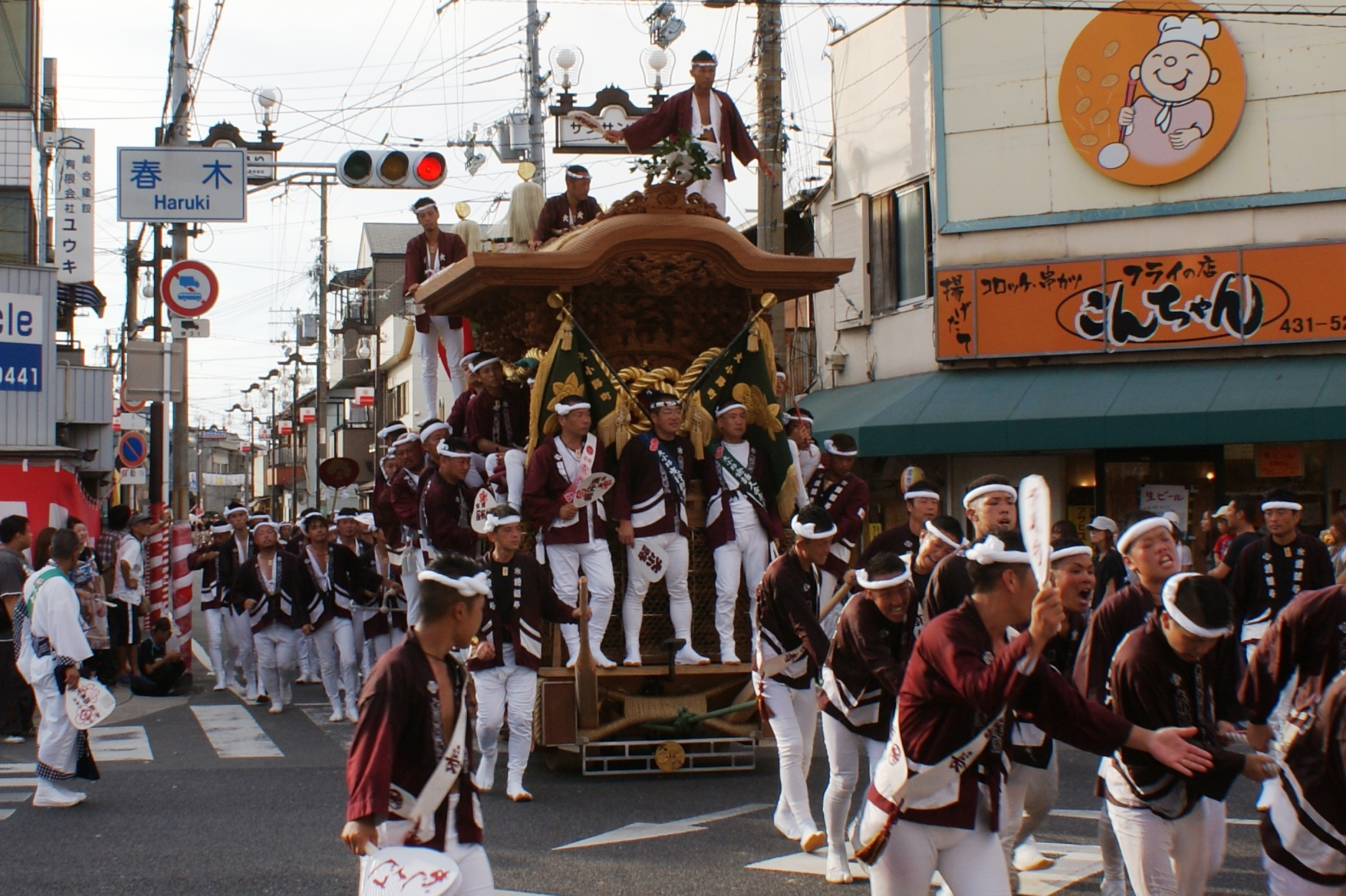
春木だんじり祭（府道204号線春木交差点にて）

春木だんじり祭（はるきだんじりまつり）は、大阪府岸和田市で毎年9月に行われるだんじり祭。岸和田だんじり祭と同日開催。

## 概要
岸和田市北部の春木地区（旧 泉南郡春木町大字春木の大半および大字磯上に該当）
南海本線春木駅の周辺で行われる。
古くは天の川から永守橋までの紀州街道を中心に、春木村の陸方（春木北）と浦方（春木南）の2台のだんじりによる「追いあい」が醍醐味の祭であった。後ろに付いて前の地車を追いかける方が盛り上がるので、
転回する際に、後ろの地車の綱先は必ず前の地車に回り込もうとするので、喧嘩が絶えなかった。
春木北は元町、大小路町、宮本町で構成され、春木南は南浜町、北浜町、本町で構成されていた。
昭和20年代に春木北は新調をする為に藤井町へ地車を売却するが、胴を取っていた岡田利吉氏が死去。
それに伴い新調の話が立ち消え解散となってしまった。
その為、春木南は一町で曳いていても面白くないと岸和田地区（岸和田地車祭礼年番）へ移行した。
その後元町が子供地車を曳行し、八幡町は春木宮本町の大幾こと武田工務店にて地車を新調し、
それに続き、だんじりを所有する町会が続々と増え、現在では12台のだんじりが見られる（現在、春木南は春木地区を脱退している）。
運営に関しては春木地車祭礼年番を筆頭に、祭礼町会連合会、曳行責任者協議会、若頭責任者会、若頭連絡協議会、後梃子連合協議会などが
組織されている。

## だんじり
岸和田の人にとってだんじりは「街の華」である。だんじり祭の主役はもちろん参加するすべての人達だが、その中心にはいつもだんじりがある。 だんじりは総欅造り（黒檀等を装飾的に用いることもある）であり、形態は各地方ごとにその発祥や発展の過程が異なるために「岸和田型」「大阪型」「堺型」「神戸型」など様々な形態に分けられる。そのうち「岸和田型」を「下だんじり」、他地域のだんじりを総称して「上だんじり」と呼ばれる。春木だんじり祭では、祭に参加している全町「下だんじり」という形態のだんじりである。

## やりまわし
春木だんじり祭では全国各地の祭礼において、その山車、屋台が曲がり角を慎重に方向転換するのではなく、勢いよく走りながら直角に向きをかえる。言葉では簡単だが、重さ四トンを超えるだんじりを走りながら操作するのは容易ではない。だんじりを前へ前へと曳く青年団、旋回のきっかけをつくる前梃子、舵取り役の後梃子、後梃子に合図を送る大工方、それぞれのタイミングを合わせるのが難しく腕の見せどころである。速く、正確に「やりまわし」を行うには、それぞれの持ち場を受け持つ各団体の息が合うことが重要となる。

## 祭礼町会
- 春木本町、春木中町、春木大小路町、春木宮川町、春木若松町、春木旭町、春木宮本町、戎町、八幡町、松風町、磯之上町、大道町（弥栄神社）

## 日程
- 試験曳き ： 9月第1日曜日（ただし、9月1日が日曜日の場合は9月第2日曜日の9月8日）・宵宮前日の金曜日
- 宵宮（宵祭） ： 本宮前日の土曜日
- 本宮（本祭） ： 敬老の日前日の日曜日

## 祭の特徴
1日目は午前6時から7時30分周回コースを「曳き出し」という名で幕を開ける。その後、午前9時から春木ラパーク前においてパレードが行われ、午後1時から本部前パレードが行われる。 
2日目は午前9時から午後12時弥栄神社で「宮入り」が行われる。その後午後1時から午後5時まで曳行コースを周回する。 2日とも岸和田だんじり祭と同様のように、午後7時から10時頃までの間は「灯入れ曳行」（ひいれえいこう）が行われる。暗闇の中を赤い駒提灯に照らされただんじりが動く姿は美しく、何とも言えない。また、昼間の激しいやりまわしの風景とは一変し、小さい子供から年寄りまでの幅広い年齢層の人達が、だんじりを近くで見ることができ、楽しむことができる。

## アクセス
南海電気鉄道南海本線春木駅下車。